# Семья (австралийская секта)
Семья (также известно под названиями Ассоциация парка Сантиникетан и Великое белое братство) — австралийская секта Нового века, сформированная в середине 1960-х годов под руководством учителя йоги Энн Гамильтон-Берн; в 1980-х годах практики обращения детей в группе вызвали вмешательство полиции, которое привело к изъятию детей, часть которых оказалась неверно записанными как дети членов «Семьи». Деятели группы были вовлечены в ряд судебных разбирательств.

## История возникновения
Приблизительно в 1964 году Рейнор Джонсон посещал регулярные встречи религиозных и философских групп, дискуссии в которых проводились под руководством Энн Гамильтон-Берн в Сантиникетан, в её доме в Ферни Крик на горной гряде Данденонг, находящейся на восточных окраинах Мельбурна. Также с созданием секты была связана серия обсуждений под названием «Макрокосм и микрокосм», которые он проводил в течение недели в Центре образования для престарелых в Мельбурне. Позднее, в 1968 году, группа под руководством Энн Гамильтон-Берн приобрела прилегающую земельную собственность, которую они назвали Парк Сантиникетан, и построила на его территории зал для собраний, который был назван Сантиникетанская ложа.
Группа в основном состояла из профессионалов среднего класса, четверть из которых были медсёстрами. Также в группе были и другие представители медицинского персонала, большая часть из которых была приглашена Рейнором в класс Хатха-йоги, проводимым Энн. Большая часть членов секты проживала в близлежащих пригородах и посёлках Данденонга. Встречи проходили по вечерам каждый вторник, четверг и воскресенье в Сантиникетанской ложе, Кроутер Хаус в Олинде либо в любом другом месте, условно называемом Белой ложей.

## Религиозные принципы
Секта исповедовала эклектическую смесь христианства и индуизма с другими западными и восточными религиями на принципах универсальности духовных истин этих религий. Дети были обязаны изучать священные книги этих религий, а также работы известных гуру Шри Чинмоя, Мехера Баба и Ошо. Большая часть членов группы оправдывала свои действия желанием стать реинкарнациями апостолов Иисуса Христа.
Основа философии секты заключалась в том, что Энн Гамильтон-Берн считалась реинкарнацией Иисуса Христа и живым богом. Иисус в секте считался великим учителем, а Будда и Кришна — просвещёнными существами, пришедшими на помощь человечеству. Энн была признана одним из великих учителей. Один из приёмных детей секты, Сара Гамильтон-Берн, позже описала взгляды группы как «мешанину» из христианства и восточного мистицизма.

## Ньюхэвен
В конце 1960-х — начале 1970-х частный психиатрический госпиталь Ньюхэвен в Кью, пригороде Мельбурна, принадлежал Марион Виллимек, члену секты Сантиникетан. Позднее выяснилось, что большая часть персонала и практикующие психиатры также являлись членами секты.
Многие пациенты проходили лечение галлюциногенными медикаментами и ЛСД. Госпиталь использовался для поставок ЛСД под руководством Сантиникетанских психиатров д-ра Джона Маккея и д-ра Ховарда Уитакера, а также для вербовки новых членов секты из среды пациентов. В конце 1960-х одному из первых членов Ассоциации была проведена лоботомия (дважды), электросудорожная терапия, а также выписывали ЛСД.
Несмотря на это, госпиталь был закрыт лишь в 1992 году из-за проведённого в этом же году расследования смерти пациента Ньюхэвена, умершего 17 годами ранее. Расследование было начато снова из-за появившихся сведений о том, что к его смерти привела терапия глубоким сном. Расследование обнаружило факты использования электросудорожной терапии, ЛСД, а также других противозаконных действий, однако не было найдено свидетельств применения данной терапии к этому пациенту. Позже здание Ньюхэвена было открыто как дом престарелых, без любых намёков, напоминающих о его предыдущем использовании и владельцах.